# INIT-gebouw
Het INIT-gebouw is een bedrijfsverzamelgebouw in Amsterdam-Centrum gevestigd aan de Jacob Bontiusplaats op het Oostenburgereiland. Het ligt ingeklemd tussen de Isaac Titsinghkade en Oostenburgermiddenstraat en is op initiatief van bouwonderneming Heijmans NV neergezet.
Ter plaatse had ooit de VOC er haar magazijnen. Later fabriceerde Werkspoor er scheepmotoren en machines, en had Stork er haar fabriek. Aan de overkant van de vaart was de NSM gevestigd. De terreinen werden steeds meer verlaten doordat bedrijven vertrokken dan wel werden opgeheven. Heijmans BV kocht het terrein in 1998 om er woon- en werkruimte te creëren.
Architectenbureau Groosman Partners ontwierp voor deze locatie een bedrijfsverzamelgebouw (circa 90 m breedte bij 190 m lengte bij 19 m hoogte) met een vloeroppervlak van 64.000m² aangevuld met een parkeergelegenheid. De buitenzijde van het gebouw bestaat uit drie schilden: aan de buitenkant een vliesgevel van zonwerende beglazing in dunne profielen, vervolgens een spouw met zonwerend doek, en dan een verplaatsbare binnengevel van aluminium en enkelglas. De buitenkant leverde de typering "glazen doos" op. Het meest opvallende aan het gebouw is de achtergevel waarop naast elkaar de namen van drie kranten van De Persgroep Nederland prijken: Het Parool, Trouw en de Volkskrant. De gemeente Amsterdam heeft een deel van de vijf verdiepingen in gebruik, onder andere voor de Gemeentereiniging en de gemeentelijke Ombudsman). Het gebouw is voorzien van een sprinklerinstallatie, zodat op brandwerende scheidingen kon worden bezuinigd.
INIT is een afkorting van initiatief, maar kan ook gelezen worden als "in it".